# Reprezentacja Samoa U-20 w rugby union mężczyzn
Reprezentacja Samoa U-20 w rugby union mężczyzn – juniorski zespół Samoa w rugby union. Za jego funkcjonowanie odpowiedzialny jest Samoa Rugby Union, członek World Rugby oraz Oceania Rugby.
Został stworzony w celu uczestniczenia w organizowanych przez World Rugby turniejach – Junior World Championships i Junior World Rugby Trophy – zastępujących zlikwidowane mistrzostwa drużyn U-19 i U-21.

## Turnieje
| Rok  | Turniej | Miejsce | Źródło |
| ---- | ------- | ------- | ------ |
| 2008 | JWC     | 7.      |        |
| 2009 | JWC     | 7.      |        |
| 2010 | JWC     | 12.     |        |
| 2011 | JWRT    | 1.      |        |
| 2012 | JWC     | 10.     |        |
| 2013 | JWC     | 9.      |        |
| 2014 | JWC     | 8.      |        |
| 2015 | WRC     | 12.     |        |
| 2016 | WRT     | 1.      |        |